# 岐阜県立可茂特別支援学校
岐阜県立可茂特別支援学校（ぎふけんりつ かもとくべつしえんがっこう）は、岐阜県美濃加茂市にある障害児のための特別支援学校。2011年（平成23年）4月8日に開校した。岐阜県が2006年（平成18年）3月に策定した「子どもかがやきプラン」に基づき整備されたもの。

## 学校概要
- 創立 2011年
- 学部
  - 小学部
  - 中学部
  - 高等部
- 対象：知的障がい、肢体不自由、病弱、重複障がい
- 学校規模：約180人
- その他
  - 本校が開校するまでの暫定措置として、2008年（平成20年）4月、岐阜県立東濃特別支援学校の加茂分教室が設けられた。
  - 敷地：総面積 44,5002（牧野ふれあい広場内）
  - 校舎：校舎棟・管理棟 - RC造2階建（延床面積：6,9502）

## 所在地
- 岐阜県美濃加茂市牧野2007-1

## アクセス
- JR高山本線・太多線美濃太田駅または高山本線古井駅から東鉄バス八百津線八百津方面行きに乗車し、可茂特別支援学校下車。
- JR太多線可児駅・名鉄広見線新可児駅から東鉄バス八百津線可茂特別支援学校行き（2012年11月1日運行開始。平日の登校日に1往復のみ運行）に乗車し、終点下車。